# Marché de Kantamanto
Le marché de Kantamanto, surnommé localement Kanta, est un marché à ciel ouvert de fripes à Accra, plus grand marché de vêtements du Ghana et plus grand marché de la seconde main d'Afrique. Situé au centre du quartier d'affaires, il abrite plus de 30 000 échoppes. Les vêtements de seconde main proviennent principalement de Chine, de Corée-du-Sud, d'Europe (surtout du Royaume-Uni, des Pays-Bas et d'Espagne) et d'Amérique du Nord. Ils sont débarqués dans le port de Tema et acheminés par des grossistes de Kantamanto qui les revendent ensuite à des détaillants.
Le marché de Kantamanto est ravagé par un incendie le 1er janvier 2025, entrainant la destruction de stocks de vêtements pour plusieurs millions de cedis. L'incendie serait d'origine électrique mais la piste criminelle n'est pas exclue.